# Pualas
Pualas (Bayan ng Pualas) är en kommun i Filippinerna. Kommunen ligger på ön Mindanao, och tillhör provinsen Lanao del Sur. Folkmängden uppgår till 7 887 invånare.

## Bildgalleri

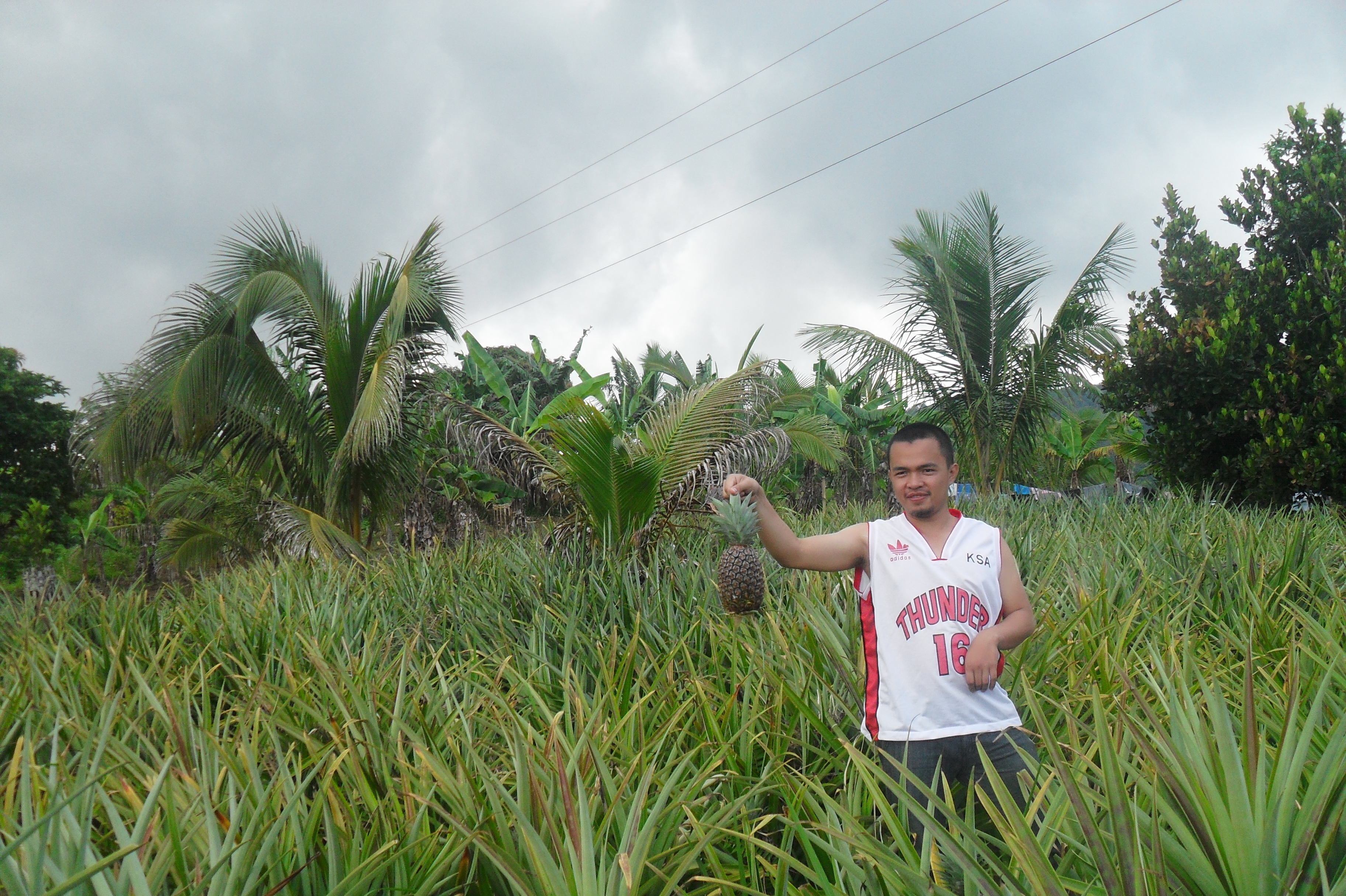

## Barangayer
Pualas är indelat i 23 barangayer.
| - Badak - Bantayan - Basagad - Bolinsong - Boring - Bualan - Danugan - Dapao - Diamla - Gadongan - Ingud - Linuk | - Lumbac - Maligo - Masao - Notong - Porug - Romagondong - Tambo (Pob.) - Tamlang - Tuka - Tomarompong - Yaran |